# Лівезень (Арджеш)
Лівезень, Лівезені (рум. Livezeni) — село у повіті Арджеш в Румунії. Входить до складу комуни Стилпень.
Село розташоване на відстані 110 км на північний захід від Бухареста, 21 км на північний схід від Пітешть, 121 км на північний схід від Крайови, 84 км на південний захід від Брашова.

## Населення
За даними перепису населення 2002 року у селі проживали 1403 особи. Рідною мовою 1402 особи (99,9%) назвали румунську.
Національний склад населення села:
| Національність | Кількість осіб | Відсоток |
| -------------- | -------------- | -------- |
| румуни         | 1375           | 98,0%    |
| цигани         | 27             | 1,9%     |

Станом на 1 грудня 2021 року у селі мешкало 1 247 осіб. З них чоловіків — 598 осіб, жінок — 649 осіб.